# Balla Djipalone
Pour les articles homonymes, voir Balla.
Balla Djipalone est un village du Sénégal situé en Basse-Casamance, à proximité de la frontière avec la Gambie. Il fait partie de la communauté rurale de Djibidione, dans l'arrondissement de Sindian, le département de Bignona et la région de Ziguinchor.
Lors du dernier recensement (2002), le village comptait 150 habitants et 21 ménages.